# Darko Kavre
Darko Kavre, slovenski politik, * 5. maj 1949.
Med letoma 1997 in 2002 je bil član Državnega sveta Republike Slovenije.